# Helena Rojo
María Elena Enríquez Ruiz (Cidade do México, 18 de agosto de 1944 – 3 de fevereiro de 2024) foi uma atriz mexicana. Seu nome artístico é Helena Rojo, havendo começado sua carreira como modelo na década de 60.

## Biografia
Helena Rojo começou sua carreira de modelo no início dos anos 1960. No final da década, estudou teatro com renomados diretores mexicanos como Carlos Ancira e José Luis Ibáñez, fazendo sua estreia no cinema em 1970 no filme El club de los suicidas. Nesse mesmo ano, Helena também apareceu em seu segundo filme, The Friends. Continuou trabalhando como modelo e apareceu em pequenos papéis em vários filmes, no final da mesma década e no início dos anos 70.
Em 1969, assinou um contrato exclusivo com o produtor cinematográfico Marte e atuou em Siempre hay una primera vez. Mais tarde, ela começou a expandir sua carreira atuando na televisão e no teatro. Em 1974, seu primeiro papel importante na televisão foi na novela Extraño en su pueblo.
Estudou teatro com grandes diretores mexicanos como Carlos Ancira e José Luis Ibánez. Atuou em "El privilegio de amar" (1998) como Luciana Duval ao lado de Adela Noriega, René Strickler, Andrés García, César Évora,Adriana Nieto e Marga López. 
Em 2000 participou da novela Ramona. No mesmo ano interpretou um papel duplo na telenovela Abrázame muy fuerte, interpretando as irmãs gêmeas Damiana e Juliana. A atriz se incorporou à novela no capítulo 74.
Em 2003 regressou as telenovelas no papel da autoritária Dõna Augusta, uma das antagonistas da trama de sucesso, Amor Real, na qual voltou a compartilhar créditos com Adela Noriega (a protagonista da trama).  Em 2005 integrou o elenco da novela Peregrina, que teve África Zavala e Eduardo Capetillo como protagonistas.
Em 2006 interpretou a ambiciosa Miriam, uma das antagonistas de Mundo de Fieras e mãe da vilã Joselyn (Edith Gonzalez), trabalhando juntamente com Gaby Espino e novamente com César Évora.
Em 2008 participou da telenovela Cuidado con el ángel como a milionária e sofrida Cecilia Velarde , mãe da protagonista Malú (interpretada por Maitê Perroni). 
Em 2009, logo depois, volta para antagonizar a nova adaptação de Corazón Salvaje.
Em 2014 integrou o elenco de El color de la pasión no papel de Milagros, uma das vilãs da trama. Em 2016 integrou o elenco de Corazón que miente e La candidata.
Em 2017 interpretou mais uma vilã na telenovela El Vuelo de la Victoria, sendo mãe do protagonista.
Em 2019, Helena integrou o elenco principal de Juntos el corazón nunca se equivoca, uma série de temática gay que teve Emilio Osorio e Joaquin Bondoni como os jovens protagonistas, vindos da telenovela Mi marido tiene más familia.
Rojo morreu em 3 de fevereiro de 2024 após uma batalha contra um câncer, aos 79 anos.

## Vida pessoal
Foi casada durante muitos anos com e ator Juan Ferrara. Também foi casada com Benjamín Fernández, que não trabalha na indústria do entretenimento. É mãe de tres filhos: Elena, Patricia e Leo, todos de seu primeiro matrimônio.

## Filmografia

### Televisão
| Ano  | Título                       | Personagem                                           | Notas                                             |
| ---- | ---------------------------- | ---------------------------------------------------- | ------------------------------------------------- |
| 1974 | Extraño en su pueblo         | Isaura                                               |                                                   |
| 1976 | Mañana será otro día         | Paola                                                |                                                   |
| 1977 | La venganza                  | María Olivares/ Alejandra Balmaseda                  |                                                   |
| 1978 | La hora del silencio         | Bárbara                                              |                                                   |
| 1981 | Extraños caminos del amor    | Isabela                                              |                                                   |
| 1984 | La traición                  | Antonia Guerra                                       |                                                   |
| 1989 | La hora marcada              | Lisa                                                 | Episódio: "El motel"                              |
| 1992 | Las secretas intenciones     | Antonieta Alcantara                                  |                                                   |
| 1995 | Retrato de familia           | Cecilia Mariscal de Preciado                         |                                                   |
| 1997 | Gente Bien                   | Rebecca Balmori de Dumas                             |                                                   |
| 1998 | El privilegio de amar        | Luciana Hernández de Duval                           |                                                   |
| 1999 | Derbez en cuando             | Luciana Hernández de Duval                           | Arquivo fotográfico                               |
| 2000 | Ramona                       | Doña Ramona Gonzaga Viuda de Moreno                  |                                                   |
| 2000 | Abrázame muy fuerte          | Damiana Guillen                                      |                                                   |
| 2000 | Abrázame muy fuerte          | Juliana Guillen                                      |                                                   |
| 2003 | Amor real                    | Doña Augusta Curiel de Penalver y Beristain          |                                                   |
| 2004 | Inocente de ti               | Rebeca/Raquel Linares Robles                         |                                                   |
| 2005 | Mujer, casos de la vida real | —                                                    | Episódio: "Guardianes del universo"               |
| 2005 | Peregrina                    | Sabina                                               |                                                   |
| 2006 | Ugly Betty                   | Patricia Rivera (atriz da telenovela Vidas de Fuego) | Episódio: "Four Thanksgiving and a Funeral"       |
| 2006 | Mundo de fieras              | Miriam de Rivas del Castillo                         |                                                   |
| 2007 | Amor sin Maquillaje          | Inés                                                 |                                                   |
| 2008 | Cuidado con el Angel         | Cecilia de Velarde                                   |                                                   |
| 2009 | Corazón salvaje              | Leonarda Montes Vda. de Oca de Vidal                 |                                                   |
| 2010 | Locas de amor                | Norma                                                | Temporada 2                                       |
| 2010 | Triunfo del amor             | Ela mesma                                            | Episódios: "25 de outrubro-3 de novembro de 2010" |
| 2012 | Por ella soy Eva             | Eugenia Mistral Vda. de Caballero                    |                                                   |
| 2014 | El color de la pasión        | Milagros Fuentes Vda. de Valdivia                    |                                                   |
| 2016 | Corazón que miente           | Sara Sáenz Vda. de Castellanos                       |                                                   |
| 2016 | La candidata                 | Natalia Suárez Vda. de San Román                     |                                                   |
| 2017 | El vuelo de la Victoria      | Maria Isabel Ruiz Vda. de la Peña                    |                                                   |
| 2019 | Por amar sin ley             | Lucía Carvajal / Vda. de Morelli                     | Temporada 2                                       |
| 2019 | El corazón nunca se equivoca | Dora Ortega Fabela                                   |                                                   |
| 2021 | ¿Te acuerdas de mí?          | Alicia Limantour                                     |                                                   |
| 2023 | Vencer la culpa              | Ángeles Landeros Vda. de Román / Vda. de Montiel     |                                                   |
| 2023 | El Conde: Amor y honor       | Guadalupe "Lupe" Vda. de Gaitán                      |                                                   |

### Cinema
| - Luces de la noche (1994) Tina - Guerrero negro (1993) Eva - Los Años de Greta aka Greta's Years (1992) Nora - Una Luz en la escalera (1994) Adriana Bernal - Muerte ciega (1991) Alisa - Reto a la vida (1990) Elena - En el país de los pies ligeros (1983) - Misterio (1980) as Silvia - The Children of Sanchez (1978) - La Sucesión (1978) - La Gran aventura del Zorro (1976) Elena - Mary, Mary, Bloody Mary (1976) Greta - La Casa del Sur (1976) Elena - Foxtrot (1975) Alexandra - Más negro que la noche (1975) Pilar - Payo - un hombre contra el mundo (1974) aka Lupe | - Los Perros de Dios (1973) Laura - Aguirre, der Zorn Gottes (1972) Inez - Aquellos años (1972)Carlota - Espejismo (1972) - Ángeles y Querubines (1972) Ángela - Victoria (1972) - Los Cachorros (1971) Tere - Una vez un hombre (1971) - Fin de fiesta (1971) Elena - Muñeca reina (1971) Laura - El Sabor de la venganza (1971) Rina Pittman - Siempre hay una primera vez (1969) Isabel - Los Amigos (1968) - El Club de los suicidas (1968) |

## Teatro
- Las Muchachas del Club2015
- Cuentas muertas
- El Cartero 2019
- Bajo Cero2011
- 10, el marido perfecto
- Lecciones para casadas
- Sé infiel y no mires con quién
- Cena de matrimonios2023
- Me enamoré de una bruja
- La mujer del pelo rojo1975
- Pecado en la isla de las cabras
- La Ronda de las Arpías
- Una oferta inmoral
- Yo miento, tú mientes, todos mentimos1998

Una Dulce pesadilha 1990
Mujeres de ceniza 2020

## Prêmios e Indicações
| Ano  | Festival                                                      | Categoria                                                | Nomeações                                                | Resultado |
| ---- | ------------------------------------------------------------- | -------------------------------------------------------- | -------------------------------------------------------- | --------- |
| 1972 | Prêmio Ariel de Cinema Mexicano                               | Melhor Atriz                                             | Fin de Fiesta                                            | Venceu    |
| 1973 | Prêmio Ariel de Cinema Mexicano                               | Melhor Atriz                                             | Los cachorros                                            | Indicada  |
| 1981 | Prêmio Ariel de Cinema Mexicano                               | Melhor Atriz                                             | Misterios                                                | Venceu    |
| 1985 | Prêmio TVyNovelas                                             | Melhor Atriz Protagonista                                | La traición                                              | Indicada  |
| 1992 | Prêmio Ariel de Cinema Mexicano                               | Melhor Atriz                                             | Muerte ciega                                             | Indicada  |
| 1993 | Prêmio TVyNovelas                                             | Melhor Atriz Antagonista                                 | Las secretas intenciones                                 | Indicada  |
| 1996 | Prêmio TVyNovelas                                             | Melhor Atriz Protagonista                                | Retrato de familia                                       | Indicada  |
| 1996 | Prêmios El Heraldo do México                                  | Melhor Atriz em Televisão                                | Retrato de familia                                       | Indicada  |
| 1999 | Prêmio TVyNovelas                                             | Melhor Atriz Protagonista                                | El privilegio de amar                                    | Venceu    |
| 1999 | Troféu Califa de Oro                                          | Melhor Atuação                                           | El privilegio de amar                                    | Venceu    |
| 2001 | Prêmio TVyNovelas                                             | Melhor Primeira Atriz                                    | Abrázame muy fuerte                                      | Venceu    |
| 2004 | Prêmios Laurel de Ouro Espanha                                | Melhor Atriz                                             | Amor real                                                | Venceu    |
| 2004 | Prêmio Círculo Nacional de Periodistas en México (Sol de Oro) | Melhor Primeira Atriz                                    | Amor real                                                | Venceu    |
| 2004 | Prêmio TV Adicto Golden Awards                                | Melhor Vilã                                              | Amor real                                                | Venceu    |
| 2005 | Prêmio TVyNovelas                                             | Melhor Atriz Antagonista                                 | Inocente de ti                                           | Venceu    |
| 2006 | Prêmio TVyNovelas                                             | Melhor Primeira Atriz                                    | Peregrina                                                | Indicada  |
| 2007 | Prêmio TVyNovelas                                             | Melhor Primeira Atriz                                    | Mundo de fieras                                          | Venceu    |
| 2007 | Prêmios Bravo                                                 | Melhor Atriz de Televisão                                | Mundo de fieras                                          | Venceu    |
| 2009 | Prêmio TVyNovelas                                             | Melhor Primeira Atriz                                    | Cuidado con el ángel                                     | Venceu    |
| 2010 | Prêmio TVyNovelas                                             | Melhor Primeira Atriz                                    | Corazón salvaje                                          | Indicada  |
| 2010 | Prêmio ACE de Nova York                                       | Melhor Atriz Coadjuvante                                 | Corazón salvaje                                          | Indicada  |
| 2013 | Prêmio TVyNovelas                                             | Melhor Primeira Atriz                                    | Por ella soy Eva                                         | Indicada  |
| 2014 | Prêmio TV Adicto Golden Awards                                | Melhor Atriz Coadjuvante                                 | El color de la pasión                                    | Venceu    |
| 2015 | Prêmio TVyNovelas                                             | Melhor Primeira Atriz                                    | El color de la pasión                                    | Indicada  |
| 2016 | Prêmios de la Agrupación de Críticos y Periodistas de Teatro  | Prêmio especial por seus 45 anos de trajetória no teatro | Prêmio especial por seus 45 anos de trajetória no teatro | Venceu    |
| 2016 | Prêmio TV Adicto Golden Awards                                | Melhor Primeira Atriz                                    | La candidata                                             | Venceu    |
| 2017 | Prêmio TVyNovelas                                             | Melhor Primeira Atriz                                    | La candidata                                             | Venceu    |
| 2017 | Prêmios Bravo                                                 | Melhor Primeira Atriz                                    | La candidata                                             | Venceu    |